# Gare de l'avenue Henri-Martin
La gare de l'avenue Henri-Martin est une gare ferroviaire française de la ligne d'Ermont - Eaubonne à Champ-de-Mars (VMI), située dans le 16e arrondissement de Paris.

## Situation ferroviaire
Cette gare est située au point kilométrique 4,533 de la ligne d'Ermont - Eaubonne à Champ-de-Mars (VMI), entre les gares d'Avenue Foch et de Boulainvilliers. Son altitude est de 46 m.
Elle était également située au point kilométrique 5,908 de l'ancienne ligne d'Auteuil (Petite Ceinture), entre la gare de l'Avenue Foch ainsi que la gare désormais désaffectée de Passy-la-Muette.

## Histoire

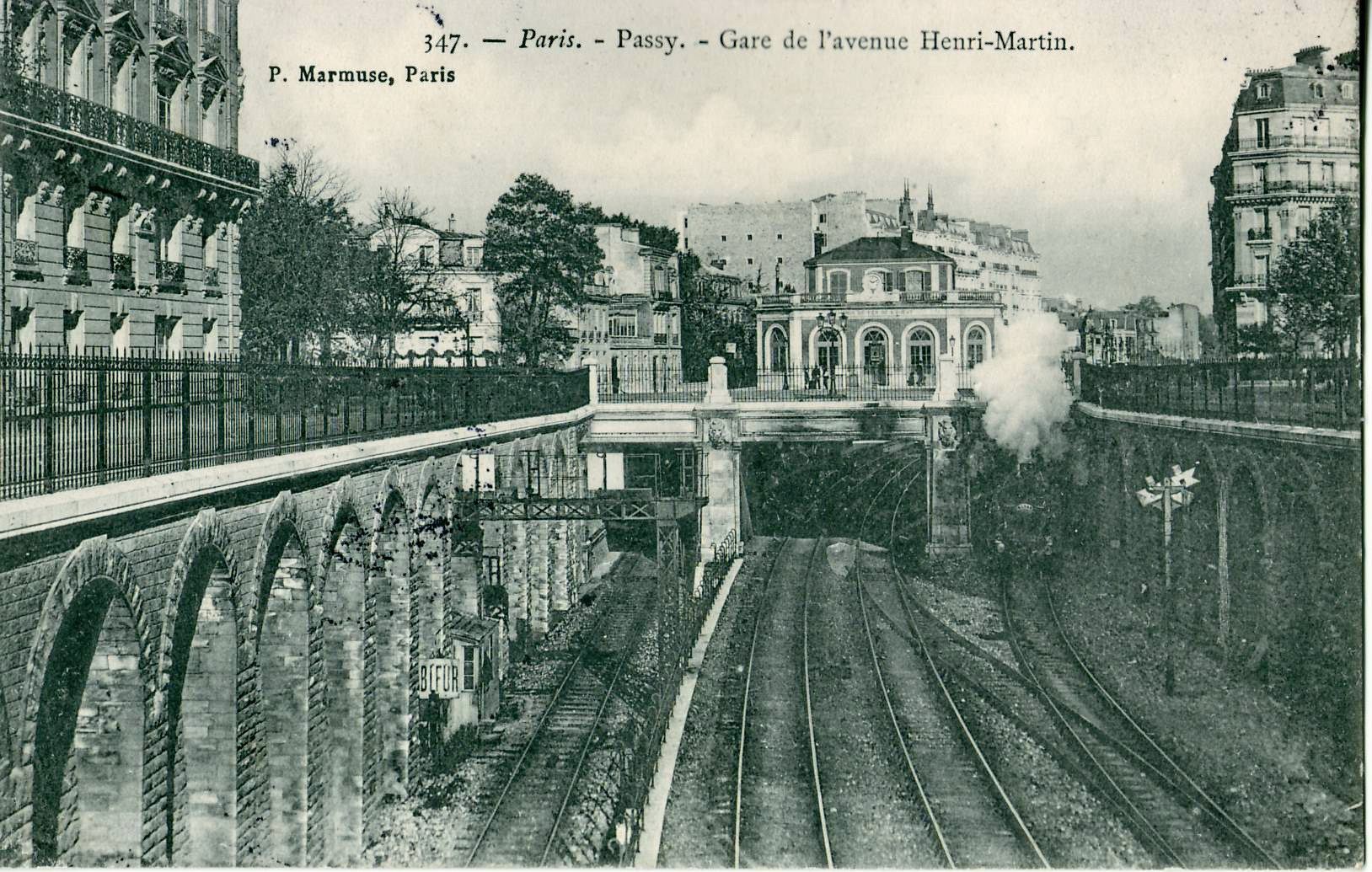
Vue générale des installations ferroviaires au début du XX (les voies sont désormais couvertes par un parking).

Ouverte en 1878 comme gare de la ligne de Petite Ceinture, à l'occasion de l'Exposition universelle de 1878, la gare de l'avenue Henri-Martin est l'une des rares gares de cette ligne à avoir survécu à son abandon en 1934. Elle continue ensuite comme gare du tronçon Pont-Cardinet Auteuil jusqu’en 1985.
L’architecture de la gare est typique des constructions de la Compagnie des chemins de fer de l'Ouest.
La ligne d'Auteuil ferme en 1985 ainsi que ses gares. En 1988, ouvre la ligne d'Ermont - Eaubonne à Champ-de-Mars du RER C, à laquelle est intégrée la gare de l'avenue Henri-Martin. Une partie du bâtiment voyageurs d'origine est depuis occupée par un restaurant.

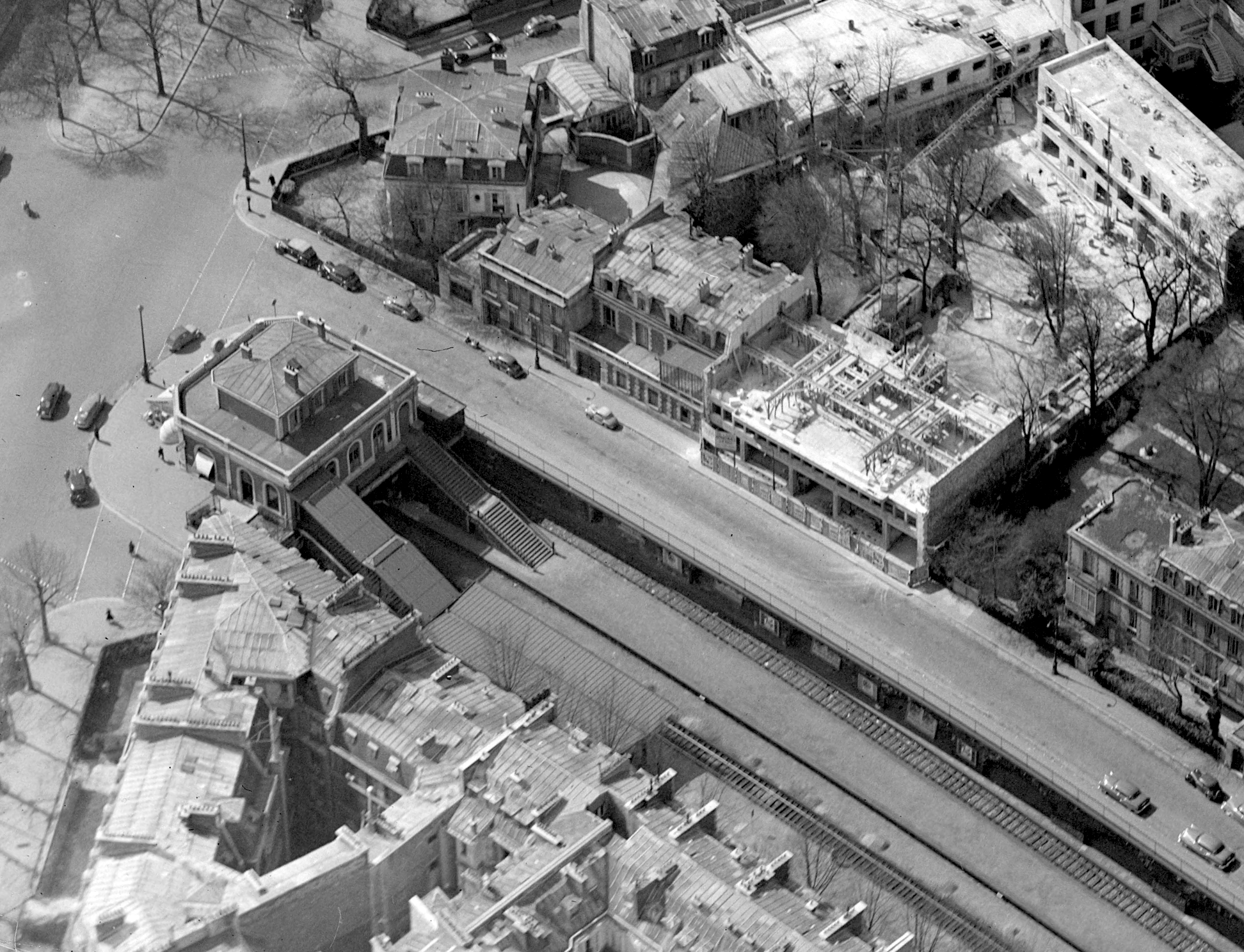
Vue de la gare en 1955.

En 2022, selon les estimations de la SNCF, la fréquentation annuelle de la gare est de 668 376 voyageurs, nombre arrondi à la centaine la plus proche. C'est ainsi la gare la moins fréquentée de Paris intramuros, devant les gares de l'Avenue Foch et de l'avenue du Président-Kennedy, sur la même ligne.

## Service des voyageurs

### Accueil
La gare, dotée d'ascenseurs et d'escaliers mécaniques, dispose d'un guichet Transilien ouvert tous les jours de 6 h 30 à 13 h et de 13 h 30 à 20 h ainsi que d'un guichet Grandes lignes ouvert du lundi au vendredi de 8 h 15 à 19 h 15. Des distributeurs automatiques Transilien, adaptés aux personnes à mobilité réduite, et des distributeurs automatiques pour trains de grandes lignes sont disponibles.

### Desserte

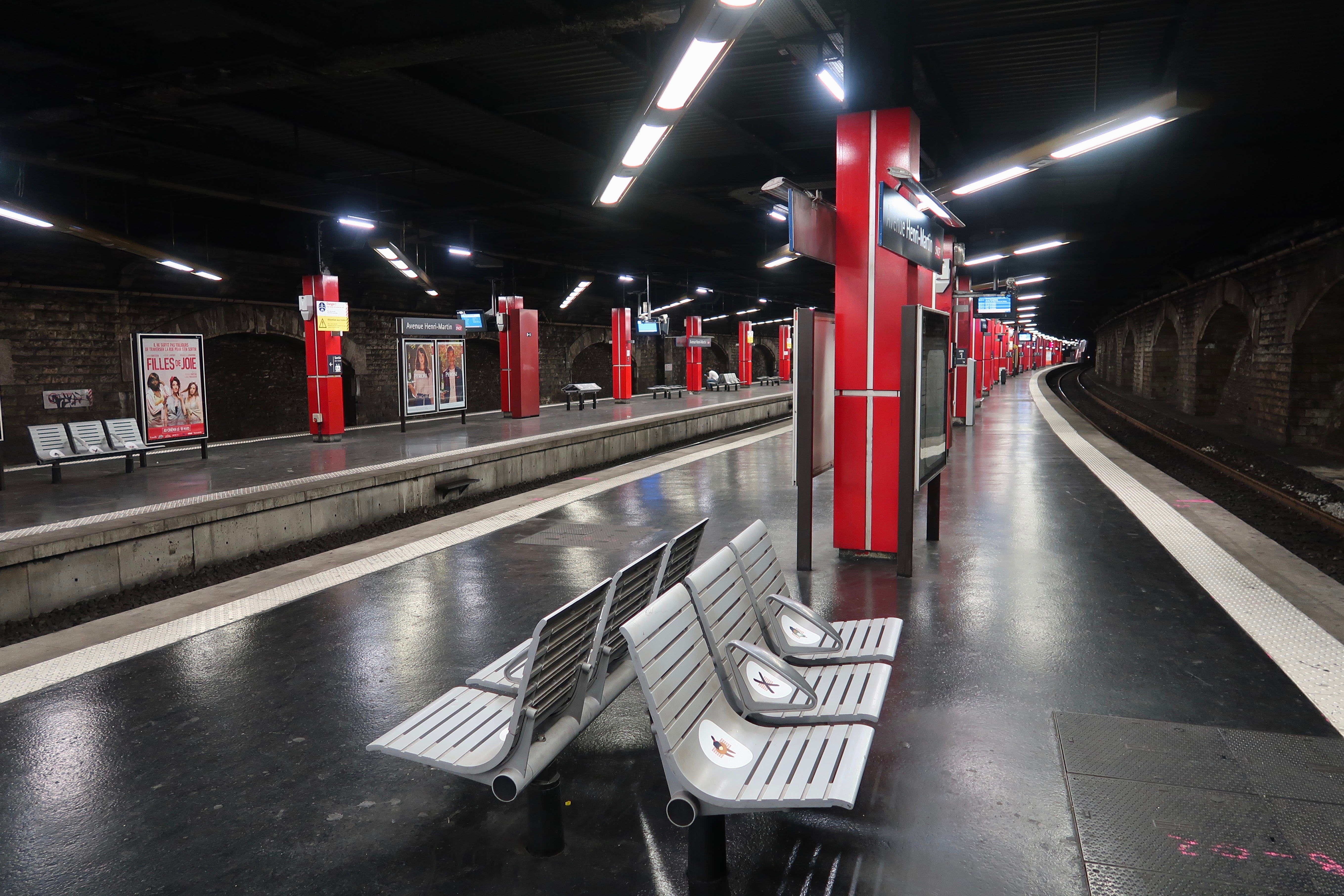
Vue des quais avec, à droite, la voie pour les trains venant de la gare de l'avenue Foch, au nord.
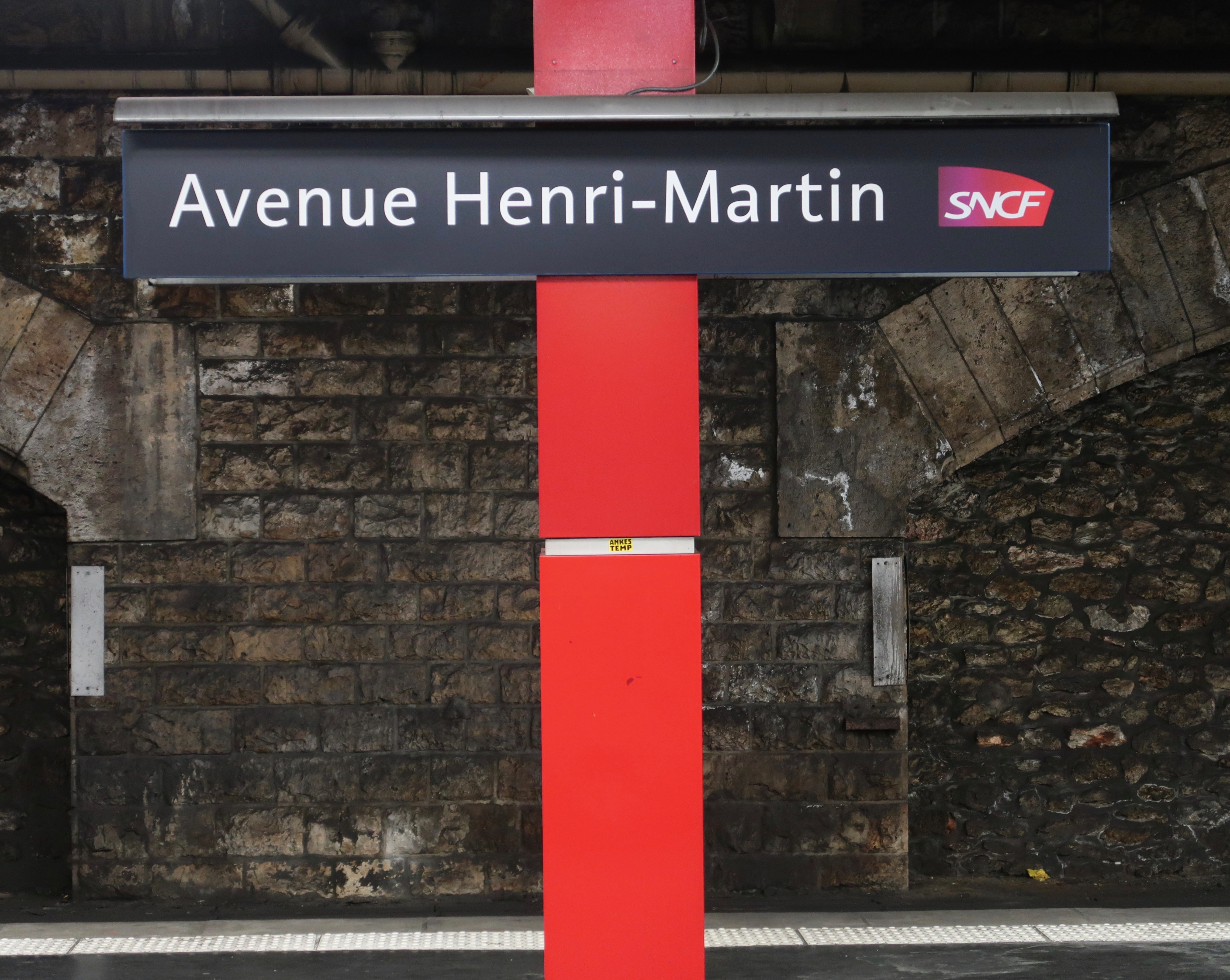
Panneau signalétique portant le nom de la gare.
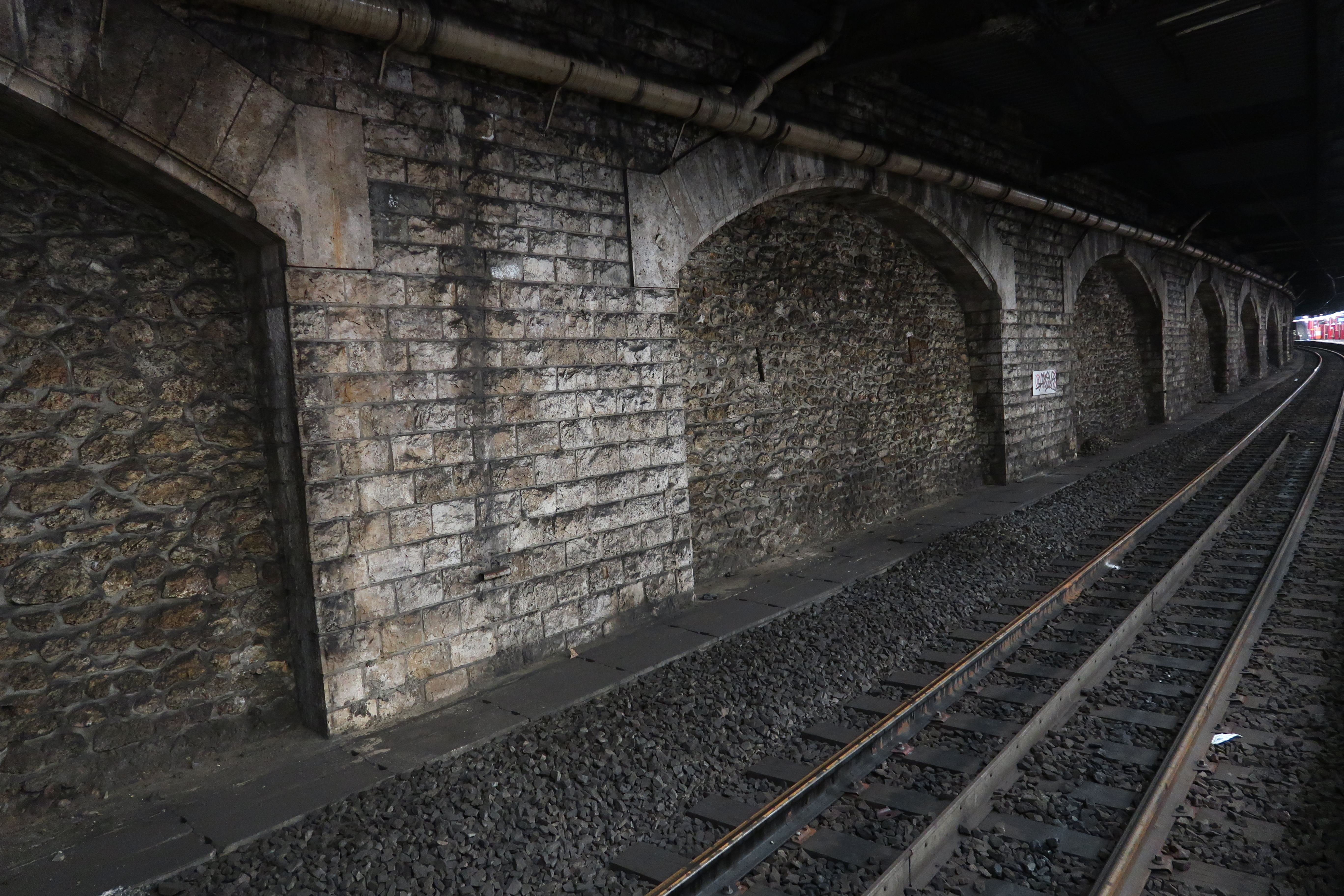
Mur de soutien.

Elle est desservie par les trains de la ligne C du réseau express régional d'Île-de-France parcourant la branche C1, qui utilise la partie nord-ouest de la ligne de Petite Ceinture.

### Intermodalité

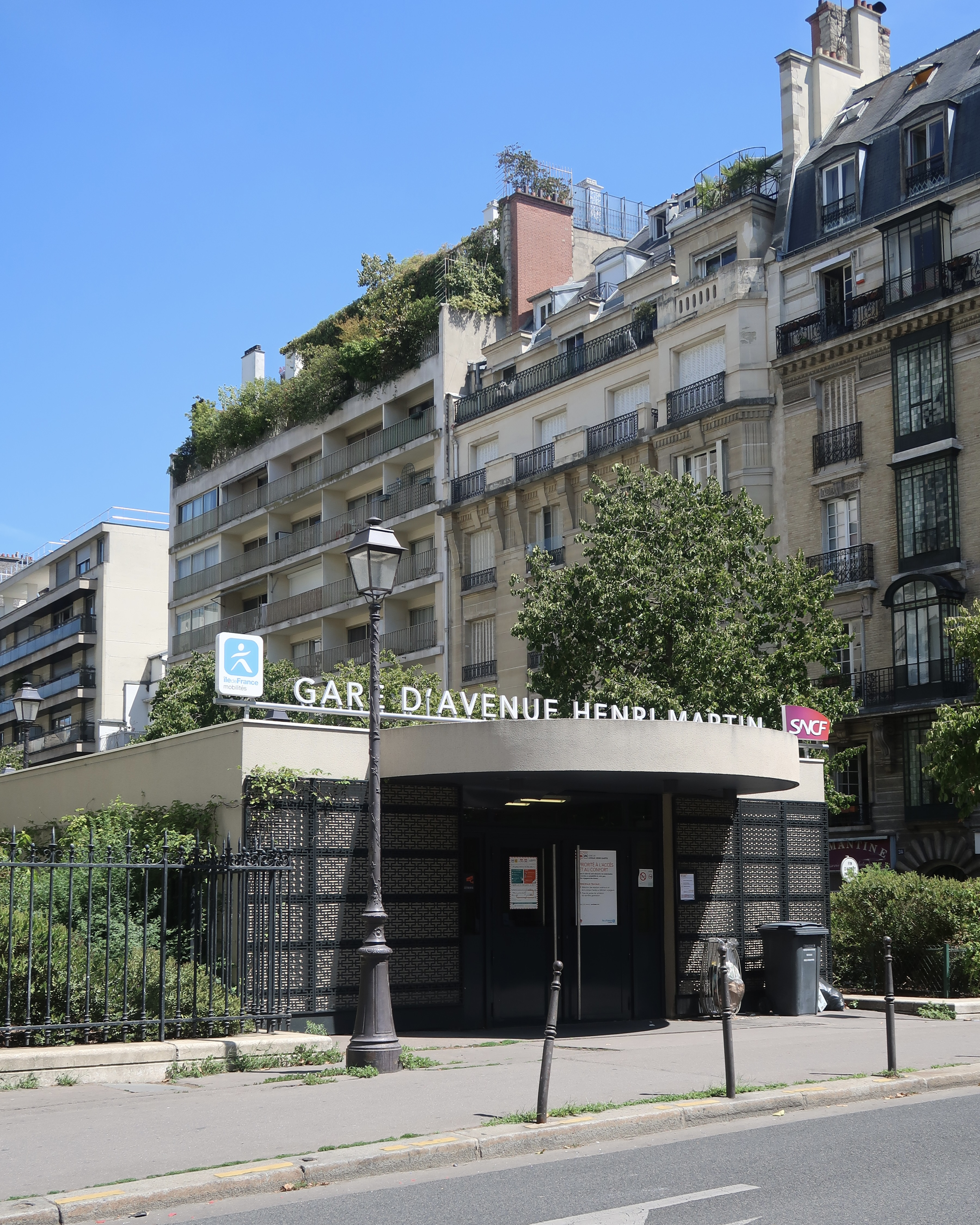
Accès secondaire, rue Dufrenoy.

La gare est desservie par la ligne 63 du réseau de bus RATP et, à 400 mètres environ, à l'est, en empruntant l'avenue Henri-Martin, par la ligne 52 du même réseau, près de la station de métro Rue de la Pompe. Elle est également desservie, à 270 mètres environ, à l'ouest, en empruntant la même avenue, par la ligne PC du réseau de bus RATP. Enfin, une correspondance à distance avec la ligne 9 peut s'effectuer via la station de métro précitée. Cette correspondance est présente sur le plan du RER C, sans distinction particulière. En revanche, elle n'apparaît pas sur les plans de la ligne 9 du métro, la correspondance pouvant s'effectuer aux stations suivantes pour chacune des deux lignes (La Muette pour la ligne 9 et Boulainvilliers pour le RER C). Cependant, cette dernière correspondance n'est pas utilisable lors des travaux d'été du RER C, la gare de Boulainvilliers étant alors inaccessible, auquel cas la première correspondance mentionnée ci-dessus par la voie publique vers Rue de la Pompe est préférable pour effectuer une correspondance entre les deux lignes.

## Avenir
La création d'un terminus partiel de la VMI dans cette gare est envisagée dans le schéma directeur du RER C en cours de conception. Le terminus devrait être utilisé pour arrêter jusqu'à quatre trains par heure lors des heures de pointe, permettant ainsi de libérer des sillons sur le tronc commun et d'adapter la fréquence des trains aux gares faiblement fréquentées situées entre cette gare et celle de Champ de Mars - Tour Eiffel. Le projet, encore en cours d'étude, nécessite l'ajout de communications en gare.